# Chiesa di Santa Maria Maddalena a Tavola

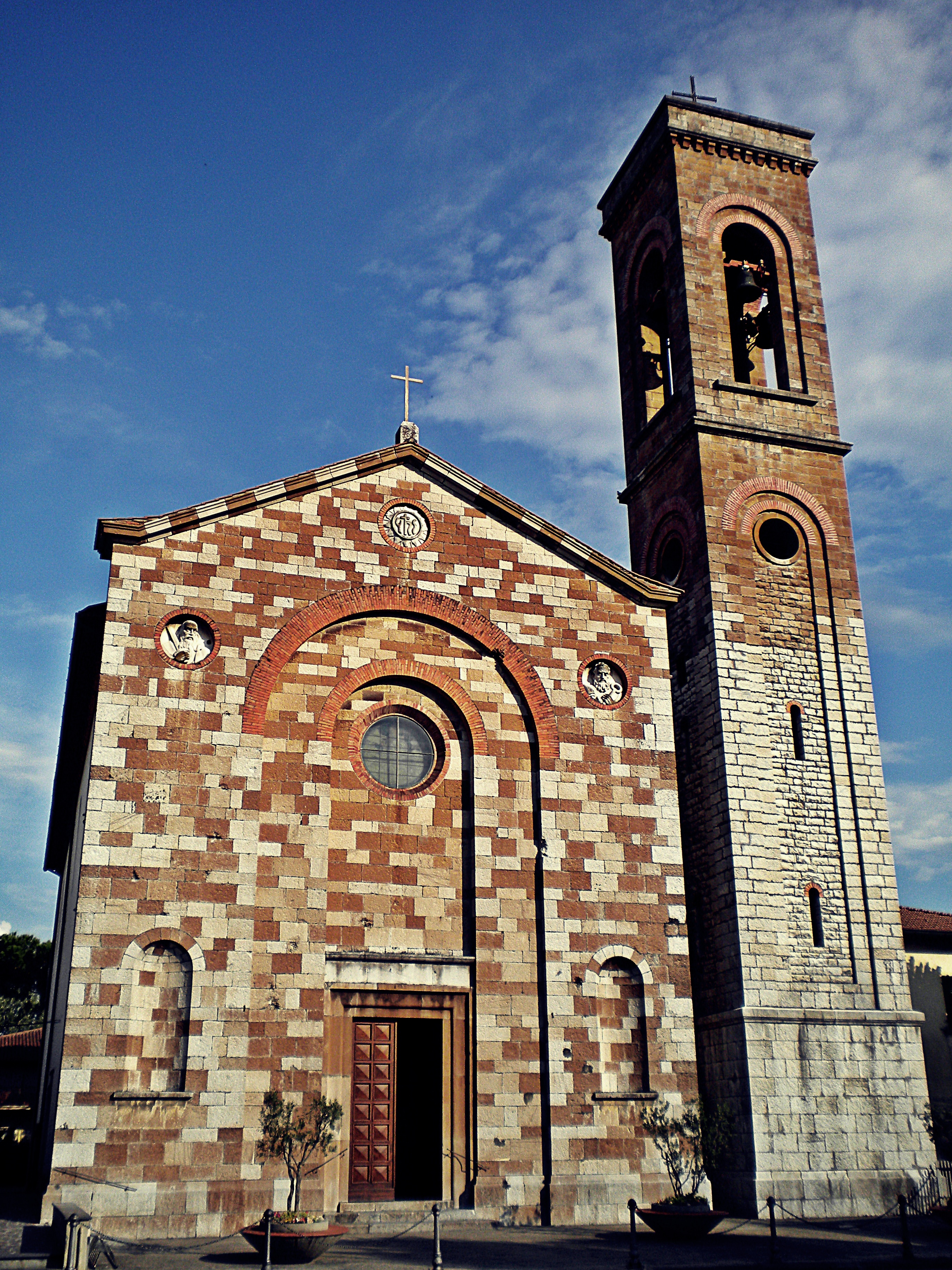
Santa Maria Maddalena a Tavola

La chiesa di Santa Maria Maddalena si trova a Tavola, in provincia di Prato.

## Storia e descrizione

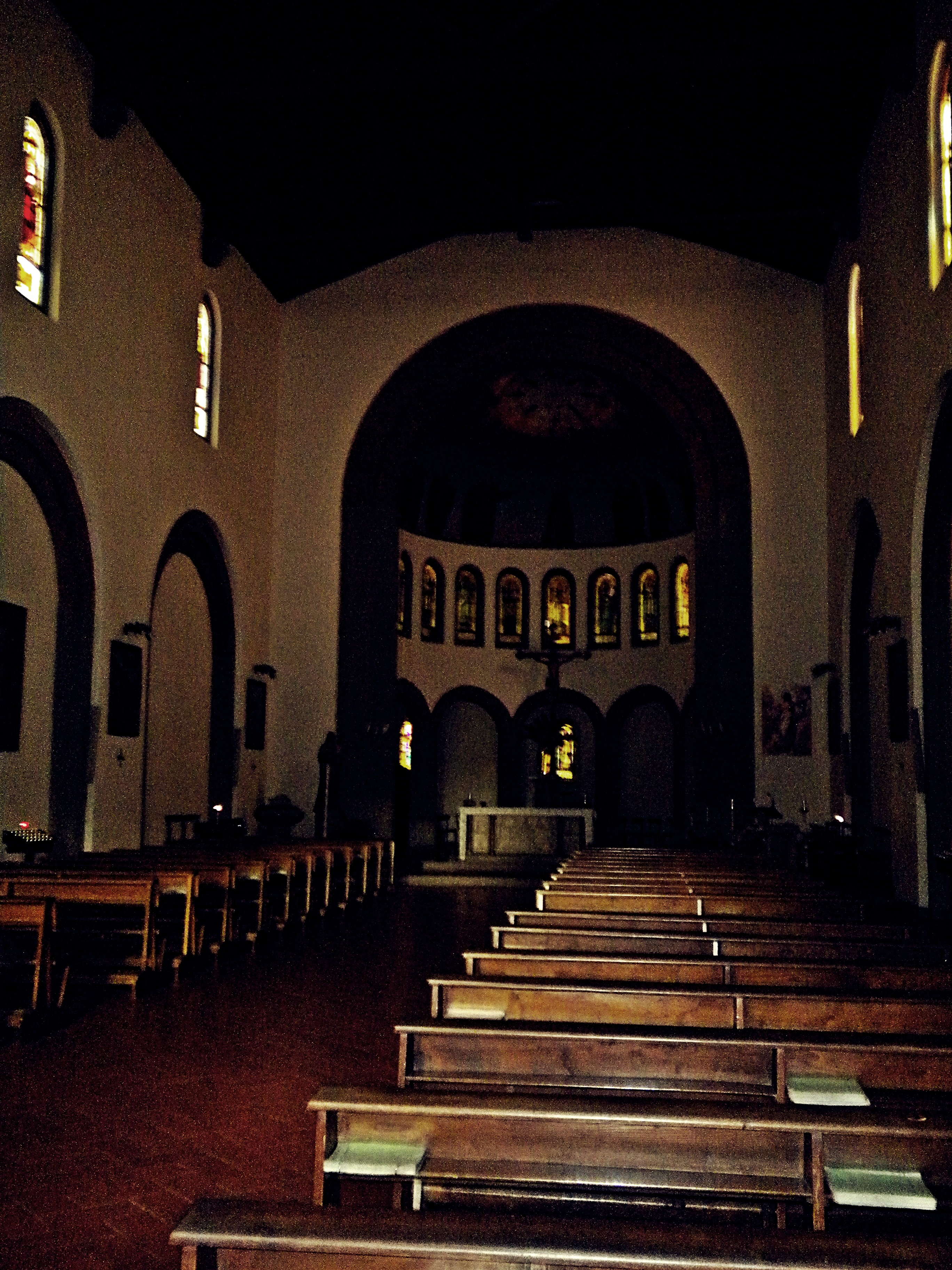
Interno

L'attuale chiesa moderna fu realizzata tra 1939 e 1941 su progetto di Raffaello Franci abbattendo la precedente antica chiesa e si presenta ampia e di articolate forme neomedievali. Nell'interno il presbiterio è concluso da un'abside con deambulatorio.
La chiesa moderna conserva comunque due pale della precedente chiesa: una notevole Effusio sanguinis con la Madonna e i santi Lorenzo, Maddalena ed Antonio abate, del 1584, è opera della bottega di Santi di Tito, nella quale la disinvoltura e la sprezzatura anti-accademica di alcune parti potrebbe ricondursi all'esecuzione del giovane allievo Andrea Boscoli, mentre le teste possono spettare a Santi.
Un altro Sant'Antonio, del primo Settecento, può essere riferito all'ambito di Pier Dandini, mentre nel catino absidale è un moderno affresco con la Pentecoste, di Silvestro Pistolesi.